# Explosão de caminhão-tanque em Freetown
Em 5 de novembro de 2021, um caminhão-tanque de combustível colidiu com um caminhão em Freetown, Serra Leoa, resultando em uma explosão que matou pelo menos 99 pessoas e feriu mais de 100.

## Antecedentes
Freetown é uma cidade portuária que é a capital e maior cidade da Serra Leoa, com uma população de mais de 1,2 milhões de pessoas.

## Evento
Aproximadamente às 22h00 GMT de 5 de novembro, um caminhão-tanque e um caminhão colidiram em um cruzamento fora do Supermercado Choithram no subúrbio de Wellington, em Freetown. O combustível derramou do tanque antes da ignição; a prefeita de Freetown, Yvonne Aki-Sawyerr, afirmou que as pessoas se aglomeraram para coletar combustível do veículo vazando; o jornalista freelance Umaru Fofana disse que motoristas de moto-táxi  nas proximidades começaram a coletar o vazamento de combustível, resultando em um congestionamento. Ele também afirmou que muitas das vítimas foram queimadas em seus próprios veículos.
Relatórios afirmam que um ônibus cheio de pessoas foi totalmente queimado e lojas e mercados próximos pegaram fogo depois que o combustível derramou nas ruas. Imagens transmitidas por meios de comunicação locais mostraram corpos carbonizados ao redor do caminhão-tanque.
Foi confirmado que pelo menos 99 pessoas morreram no desastre e mais de 100 ficaram feridas.

## Consequências
Mohamed Lamrane Bah, diretor da Agência Nacional de Gestão de Desastres (NMDA), afirmou que os feridos foram transferidos para hospitais e os corpos foram recolhidos. Ele acrescentou que os esforços de resgate no local haviam terminado. Várias pessoas estão em estado crítico. De acordo com um membro da equipe da unidade de terapia intensiva do Hospital de Connaught, cerca de 30 vítimas gravemente queimadas não devem sobreviver. O presidente Julius Maada Bio, que participou das negociações sobre o clima das Nações Unidas, ofereceu condolências e prometeu apoio às famílias das vítimas. O vice-presidente Mohamed Juldeh Jalloh visitou dois hospitais. O jornalista Omar Fofana informou que os serviços do hospital estão sobrecarregados.